# Porte (lieu)
Pour les articles homonymes, voir Porte.
Une porte est par extension, en géographie urbaine, une zone d'entrée d'une grande voie de circulation routière (avec échangeur d'autoroute) qui pénètre dans la périphérie d'une ville importante.